# Leonardo Melazzi
Leonardo Sebastián Melazzi Pinela (Montevideo, Uruguay, 4 de febrero de 1991) es un futbolista uruguayo, surgido de las inferiores del Danubio de su país.

## Clubes
- Actualizado al último partido disputado: 14 de octubre de 2017.

| Club             | País    | Año           | PJ | Anotado |
| ---------------- | ------- | ------------- | -- | ------- |
| Danubio          | Uruguay | 2009 - 2011   | 47 | 3       |
| Genoa            | Italia  | 2012          | 2  | 0       |
| Fénix            | Uruguay | 2013          | 7  | 0       |
| Miramar Misiones | Uruguay | 2014          | 11 | 2       |
| FC Lugano        | Suiza   | 2014 - 2015   | 17 | 2       |
| FC Chiasso       | Suiza   | 2015 - 2016   | 10 | 1       |
| Miramar Misiones | Uruguay | 2016          | 10 | 2       |
| Sud América      | Uruguay | 2016 - 2017   | 35 | 4       |
| Deportes Iquique | Chile   | 2018          | 1  | 0       |
| Liverpool        | Uruguay | 2018          | 3  | 1       |
| Rampla Juniors   | Uruguay | 2019          | 12 | 1       |
| AC Bellinzona    | Suiza   | 2019-2022     | 48 | 9       |
| Rampla Juniors   | Uruguay | 2022-presente | ?  | ?       |

### Títulos nacionales
| Título                    | Club      | País  | Año     |
| ------------------------- | --------- | ----- | ------- |
| Segunda División de Suiza | FC Lugano | Suiza | 2014-15 |